# Nakamura Hikaru (sakkozó)
Nakamura Hikaru (japánul: 中村光) (Hirakata, Oszaka prefektúra, 1987. december 9. –) Japánban született amerikai sakkozó, nagymester, világbajnokjelölt (2016), az Amerikai Egyesült Államok ötszörös bajnoka, csapatban sakkolimpiai arany-, ezüst- és kétszeres bronzérmes, valamint világbajnoki ezüstérmes, sakkszakíró.
A FIDE 2017. áprilisi világranglistáján 2793 Élő-ponttal a klasszikus időbeosztású versenyzésben a 6. helyen állt. Eddigi legmagasabb pontszáma 2816 volt 2015. októberben, amellyel Magnus Carlsen mögött a 2. helyen állt, és egyben ez az eddigi legjobb világranglista-helyezése is. Ezzel a pontszámával 2017. áprilisban egyike annak a tíz sakkozónak, aki átlépte a 2800-as ponthatárt. A rapid- és a villámsakk világranglista 2014. májusi bevezetésekor ő állt mindkét ranglista élén. A rapidsakk világranglistát 2015. szeptemberben is ő vezette 2850 ponttal. A villámsakk világranglistán 2015. novemberben 2884 ponttal az első helyen állt.

## Élete és sakkpályafutása

### Korai évei
Apja, Nakamura Suicsi japán, anyja, Carolyn Weeramantry amerikai. Kétéves korában költöztek az Egyesült Államokba. Ötéves korában nagybátyjától, New York korábbi bajnokától, a FIDE-mester és sakkszerző Sunil Weeramantrytól tanult meg sakkozni.
10 éves korában az Amerikai Egyesült Államok valaha élt legfiatalabb sakkmestere lett. (Ezt a rekordját 2008-ban Nicholas Nip megdöntötte, aki 9 éves és 11 hónapos korában nyerte el az amerikai sakkmesteri címet.) 1999-ben elnyerte a Laura Aspis-díjat, amelyet évente a legjobb 13 év alatti versenyzőnek adományozzák Amerikában. 2001-ben az USA junior sakkbajnoka, és ugyanebben az évben lett nemzetközi mester. 2003-ban, 15 éves és 79 napos korában szerezte meg a nemzetközi nagymester címet, amivel megdöntötte Bobby Fischer rekordját, és az Amerikai Egyesült Államok valaha élt legfiatalabb nagymestere lett. (Később ketten –  2010-ben Ray Robson, 2014-ben Samuel Sevian – is megelőzték ebben a sorban.) 2004-ben New York állam bajnoka lett.

### Út a világ élvonalába
Először a 2004-es FIDE-sakkvilágbajnokságra kvalifikálta magát, ahol a negyedik körig jutott, és a későbbi döntős, 3. kiemelt Michael Adamstől szenvedett vereséget.
A 2004. november–decemberben rendezett 2005-ös bajnokságon 17 évesen lett először az Amerikai Egyesült Államok bajnoka, ezt a címet 2009-ben,  2012-ben (egy ponttal Gata Kamsky előtt, és a legszebb játszmáért kitűzött 2. díjat is ő kapta a Ray Robson ellen elért győzelméért) és 2015-ben is megszerezte.
2005-ben kvalifikálta magát a Hanti-Manszijszkban rendezett  sakkvilágkupára, de az első körben vereséget szenvedett az indiai Suriya Gangulytól, és nem jutott tovább. 2007. januárban a 2. helyen végzett Gibraltárban a GibTelecom Masters versenyen. A következő évben ugyanezen a versenyen már megosztott első helyezést ért el, és a rájátszásban megszerezte az első helyet. 2007. októberben megnyerte a barcelonai nagymesterversenyt, valamint a korzikai rapidsakkversenyt.
2008-ban megnyerte a Finet Chess960 Opent Mainzban, majd novemberben a Cap d’Agde-ban rendezett rapidversenyt, ahol az elődöntőben Anatolij Karpovot, a döntőben Vaszil Ivancsukot győzte le.
2009-ben első helyet szerzett a Donostia-San Sebastian Chess Festivalon, megelőzve három exvilágbajnokot, Ruszlan Ponomarjovot, Anatolij Karpovot, Rusztam Kaszimdzsanovot, a 2009-es ifjúsági világbajnok francia Maxime Vachier-Lagrave-ot, Peter Szvidlert és másokat.
A 2010-es Mihail Tal-emlékversenyen, amely 2757-es Élő-pont átlagával akkor a sakktörténet harmadik legerősebb versenye volt, a negyedik helyen végzett.

### A világ 10 legjobb versenyzője között
2011. januárban került a világranglista 10. helyére 2751 ponttal. Ebben az évben az exvilágbajnok Garri Kaszparov volt az edzője. Januárban egyedüli elsőséget szerzett Wijk aan Zee-ben a hagyományos Tata Steel versenyen. Ezzel az eredménnyel kvalifikálta magát a Grand Slam Masters szeptemberi döntőjébe, amelyen Magnus Carlsen és Vaszil Ivancsuk mögött a 3. helyen végzett. Az év következő Grand Slam versenyén a 2760 átlag-Élő-pontszámú, XXI. kategóriás romániai Bazna King’s versenyen ugyancsak a 3. helyet szerezte meg Magnus Carlsen és Szergej Karjakin mögött.
2012-ben Reggio Emiliában Anish Giri mögött Alekszandr Morozevics és Fabiano Caruana társaságában holtversenyben a 2. helyen végzett. A bieli sakkfesztiválon Anish Girivel holtversenyes 3. helyet ért el Magnus Carlsen és Vang Hao mögött. Októberben 2855-ös teljesítményértékkel megnyerte a Hoogoven sakkversenyt Hollandiában.  Decemberben 3. helyezést ért el a London Chess Classic versenyen Magnus Carlsen és Vlagyimir Kramnyik mögött.
2013-ban a FIDE Grand Prix versenyen Zugban Veszelin Topalov mögött a 2. helyen végzett. A Norway Chess szupertornán is osztott 2. helyezést ért el holtversneyben Magnus Carlsennel Szergej Karjakin mögött. Carlsen mögött a második helyen végzett a Sinquefield kupán Saint Louisban. A párizsi FIDE Grand Prix-n Étienne Bacrottal holtversenyben a 3. helyet szerezte meg, az élen holtversenyben végző Fabiano Caruana és Borisz Gelfand mögött. Az évet a London Chess Classic rapidversenyének megnyerésével zárta, ahol a döntőben Borisz Gelfand ellen győzött 1,5–0,5 arányban.
2014-ben a világranglista 3. helyére került Magnus Carlsen és Levon Aronján mögött. 2015. januárban megnyerte a Gibraltar Chess Festivalt, februárban a Zurich Chess Challenge-et, amelyen a döntőben sötéttel győzött armageddonjátszmában Visuvanádan Ánand ellen. 2015. júniusban Élő-pontszáma 2802, amellyel  átlépte a 2800-as határt. Júliusban érte el eddigi legmagasabb, 2814-es pontszámát. A négy versenyből álló 2014–15-ös FIDE Grand Prix-n összességében Fabiano Caruana mögött a második helyet szerezte meg, így kvalifikációt szerzett a 2016-os sakkvilágbajnokság világbajnokjelöltek versenyére. Júniusban Veszelin Topalov mögött holtversenyben Visuvanádan Ánanddal 2900-as teljesítményértéket elérve a 2–3. helyen végzett  a 2015-ös Grand Chess Tour versenysorozat első versenyén. A 2015-ös sakkvilágkupán a negyeddöntőig jutott, ahol vereséget szenvedett az ukrán Pavel Eljanovtól.
A világbajnokjelöltek versenyén 2016. márciusban Moszkvában a 4–7., végeredményben a hetedik helyen végzett.

### Eredményei csapatban
2006–2018 között hét alkalommal szerepelt az Amerikai Egyesült Államok válogatottjában a sakkolimpián, amelyek közül a csapat 2016-ban aranyérmet, a 2018-as sakkolimpián ezüstérmet, két alkalommal (2006-ban és 2008-ban) bronzérmet szerzett.
2010-ben és 2013-ban tagja volt az Amerikai Egyesült Államok válogatottjának a sakkcsapat világbajnokságon. Mindkét alkalommal az első táblán szerepelt, és 2010-ben ezüstérmet szereztek, 2013-ban a 4. helyen végzett a csapat. Egyéni eredménye 2010-ben tábláján a legjobb volt a mezőnyben, 2013-ban a második legjobb eredményt érte el.

## Versenyeredményei

### Sakkvilágkupák
Az ellenfeleknél zárójelben a kiemelés és az Élő-pontszám.
| Év   | Város            | Kiem. | Élő-p. | Eredmény    | Ellenfelek |
| ---- | ---------------- | ----- | ------ | ----------- | --- |
| 2005 | Hanti-Manszijszk | 28.   | 2662   | 1. kör      | Surya Shekhar Ganguly (101., 2562) 0–2 |
| 2013 | Tromsø           | 6.    | 2775   | 4. kör      | Deysi Cori (123., 2434) 2–0 Eltaj Safarli (59., 2660) 1½–½ Baskaran Adhiban (102., 2567) 2–0 Anton Korobov (22., 2720) ½–1½                                      |
| 2015 | Baku             | 2.    | 2814   | Negyeddöntő | Richmond Phiri (127., 2291) 2–0 Sam Shankland (63., 2655) 2½–1½ Jan Nyepomnyascsij (34., 2705) 5–4 Michael Adams (15., 2740) 1½–½ Pavel Eljanov (26., 2723) ½–1½ |

### Grand Prix eredményei
Az egyes versenyeknél a szerzett Grand Prix-pontok lettek feltüntetve.
| Év      | 1. verseny | 2. verseny. | 3. verseny | 4. verseny | Összpont | Helyezés |
| ------- | ---------- | ----------- | ---------- | ---------- | -------- | -------- |
| 2012–13 | 15         | 140         | 60         | 100        | 300      | 6.       |
| 2014–15 | 82         | 125         | -          | 140        | 347      | 2.       |

### Világbajnokjelöltek versenye
| Év   | Város   | Élő-p. | Eredmény | Helyezés |
| ---- | ------- | ------ | -------- | -------- |
| 2016 | Moszkva | 2790   | +3 =8 -3 | 7.       |

### Jelentősebb nemzetközi versenyei
| Év   | Város         | Verseny                                      | Átlag Élő-p. | + | − | = | Eredmény | Hely. |
| ---- | ------------- | -------------------------------------------- | ------------ | - | - | - | -------- | ----- |
| 2005 | Biel          | Biel 2005 38. nemzetközi verseny             | 2638         | 2 | 3 | 5 | 4½/10    | 4-5.  |
| 2009 | San Sebastian | San Sebastian 2009 nemzetközi verseny        | 2682         | 4 | 0 | 5 | 6½/9     | 1.    |
|      | London        | London 2009 nemzetközi verseny               | 2696         | 0 | 1 | 6 | 6/21     | 7.    |
| 2010 | Moszkva       | 5. Tal-emlékverseny                          | 2757         | 1 | 0 | 8 | 5/9      | 4–6.  |
|      | London        | London Chess Classic 2010 nemzetközi verseny | 2725         | 2 | 1 | 4 | 10/21    | 4.    |
| 2011 | Wijk aan Zee  | Wijk aan Zee 2011, 73. nemzetközi verseny    | 2740         | 6 | 1 | 6 | 9/13     | 1.    |
|      | Medgyes       | Medgyes 2011 – 5. nemzetközi verseny         | 2757         | 1 | 2 | 7 | 4½/10    | 3.    |
|      | Dortmund      | Dortmund 2011 – 39. nemzetközi verseny       | 2731         | 2 | 3 | 5 | 4½/10    | 5     |
| 2012 | Moszkva       | 7. Tal-emlékverseny                          | 2776         | 1 | 2 | 6 | 4/9      | 8–9.  |
| 2013 | Stavanger     | Stavanger 2013 nemzetközi verseny            | 2766         | 4 | 2 | 3 | 5½/9     | 2–3.  |
|      | Saint Louis   | Saint Louis 2013 nemzetközi verseny          | 2797         | 2 | 1 | 3 | 3½/6     | 2.    |
| 2016 | Bilbao        | IX. Chess Masters Final                      | 2777         | 1 | 0 | 9 | 12/10    | 2.    |